# Premi al millor kodomo del Saló del Manga de Barcelona
El Premi al millor kodomo del Saló del Manga de Barcelona és un guardó anual concedit per Ficomic durant el Saló de Manga de Barcelona que té per objectiu premiar el millor manga de gènere kodomo de l'any publicat a l'estat espanyol. El premi es va concedir per primera vegada el 2008, a la 14a edició del Saló del Manga de Barcelona, i s'ha entregat ininterrompudament des d'aleshores.
El premi no té dotació econòmica i s'atorga per votació popular mitjançant la pàgina web de Ficomic, en la qual tothom hi pot emetre un vot. A les primeres edicions, Ficomic anunciava directament el guanyador de la votació popular. Més endavant, es va introduir un sistema de votació a dues voltes amb el qual de la primera votació en resultava elegida una llista de tres nominats. A la segona votació es determina el guanyador per votació popular.

## Palmarès
| Any                                                 | Títol                                         | Autor                            | Editorial     |
| --------------------------------------------------- | --------------------------------------------- | -------------------------------- | ------------- |
| 2008                                                | Goro Goro Miau                                | Shinta Chô                       | Glénat        |
| 2009                                                | El dulce hogar de Chi                         | Konami Kanata                    | Glénat        |
| 2010                                                | Shin Chan                                     | Yoshito Usui                     | Planeta Cómic |
| 2011                                                | The Legend of Zelda: The Phantom Hourglass    | Akira Himekawa                   | Norma         |
| 2012                                                | Keroro                                        | Mine Yoshizaki                   | Norma         |
| 2013                                                | El Profesor Layton y sus divertidos misterios | Naoki Sakura                     | Norma         |
| 2014                                                | Inazuma Eleven Go                             | Tenya Yabuno                     | Planeta Cómic |
| 2015                                                | Plum. Historias gatunas                       | Natsumi Hoshino                  | Norma         |
| 2016                                                | Pokémon                                       | Hidenoi Kusaka, Satoshi Yamamoto | Norma         |
| 2017                                                |                                               |                                  |               |
| Pokémon X-Y                                         | Hidenori Kusaka, Satoshi Yamamoto             | Norma                            |               |
| Doraemon                                            | Fujiko F. Fujio                               | Planeta Cómic                    |               |
| Yo-Kai Watch                                        | Noriyuki Konishi                              | Norma                            |               |
| 2018                                                |                                               |                                  |               |
| Yo-kai Watch                                        | Esquivel, Franscisco, Hao                     | Norma                            |               |
| Pokemon X·Y                                         | Hidenori Kosaka, Satoshi Yamamoto             | Norma                            |               |
| Animal crossing                                     | Sayori Abe                                    | Norma                            |               |
| 2019                                                |                                               |                                  |               |
| Animal Crossing                                     | Sayori Abe                                    | Norma                            |               |
| Doraemon y el pequeño dinosaurio                    | Fujiko F. Fujio, Shin-Ei Animation            | Planeta Cómic                    |               |
| Super Mario Aventuras                               | Yukio Sawada                                  | Planeta Cómic                    |               |
| 2020                                                |                                               |                                  |               |
| Pokémon                                             | Hidenori Kusaka i Satoshi Yamamoto            | Norma                            |               |
| Doraemon - Anime Cómic - Doraemon y los siete magos | Fujiko F. Fujio, Shin-Ei Animation            | Planeta Cómic                    |               |
| Super Mario Aventuras                               | Yukio Sawada                                  | Planeta Cómic                    |               |
| 2021                                                |                                               |                                  |               |
| One Piece Party                                     | Eiichiro Oda                                  | Planeta Cómic                    |               |
| Animal Crossing                                     | Sayori Abe                                    | Norma                            |               |
| Pokémon Sol y Luna                                  | Hideroni Kusaka, Satoshi Yamamoto             | Norma                            |               |
| 2022                                                |                                               |                                  |               |
| Pokémon Sol y Luna                                  | Hidenori Kusaka, Satoshi Yamamoto             | Norma                            |               |
| Super Mario Aventuras                               | Yukio Sawada                                  | Planeta Cómic                    |               |
| X-Venture: El cos en crisi                          | Hot Blooded Souls, Hidemine Takahashi         | Ooso Comics                      |               |
| 2023                                                |                                               |                                  |               |
| Pokémon Sol y Luna                                  | Hidenori Kusaka, Satoshi Yamamoto             | Norma                            |               |
| Neko Soccer!                                        | Atsushi Ooba                                  | Norma                            |               |
| Super Mario Aventuras                               | Yukio Sawada                                  | Planeta Cómic                    |               |
| 2024                                                |                                               |                                  |               |
| Super Mario Aventuras                               | Yukio Sawada                                  | Planeta Cómic                    |               |
| Megaman Megamix                                     | Hitoshi Ariga                                 | Ooso Comics                      |               |
| Splatoon                                            | Sankichi Hinodeya                             | Norma                            |               |